# Petar Petrov (athlétisme)
Pour les articles homonymes, voir Petar Petrov.
Petar Petrov, né le 17 février 1955, est un ancien athlète bulgare, spécialiste du 100 mètres. Aux Jeux olympiques de 1976 à Montréal il se qualifie pour la finale du 100 m, course dans laquelle il termine 8e et dernier en 10 s 35.
Aux Jeux olympiques d'été de 1980 à Moscou, il bat son record personnel en quarts de finale en 10 s 13, derrière l'écossais Allan Wells 10 s 11. Ce temps est toujours, à ce jour, le record national bulgare. En finale, il termine troisième en 10 s 39 et remporte la médaille de bronze, derrière Allan Wells et Silvio Leonard.

## Palmarès

### Jeux olympiques
- Jeux olympiques de 1980 à Moscou ( Union soviétique)
  -  Médaille de bronze sur 100 m en 10 s 39
  - 6e au relais 4 × 100 m en 38 s 99

### Championnats d'Europe d'athlétisme
- Championnats d'Europe d'athlétisme de 1978 à Prague ( Tchécoslovaquie)
  - 4e sur 100 m

### Championnats d'Europe d'athlétisme en salle
- Championnats d'Europe d'athlétisme en salle de 1976 à Munich ( Allemagne de l'Ouest)
  -  Médaille de bronze sur 60 m
- Championnats d'Europe d'athlétisme en salle de 1978 à Milan ( Italie)
  -  Médaille d'argent sur 60 m
- Championnats d'Europe d'athlétisme en salle de 1979 à Vienne ( Autriche)
  -  Médaille de bronze sur 60 m